# Histoire sociale des idées au Québec (1760-1896) Vol. 1
Histoire sociale des idées au Québec 1760-1896, est un ouvrage rédigé par Yvan Lamonde, professeur de littérature à l'Université McGill, historien, philosophe et essayiste. Son livre est publié en 2000 aux éditions Fides, est traduit en anglais en 2013 et connaît une réédition en 2014. Il s'agit du premier volume d'une trilogie allant jusqu'en 1965 : le deuxième volume, Histoire sociale des idées au Québec 1896-1929, paraît en 2004 tandis que le troisième volume, La modernité au Québec, est publié en deux tomes (2011 et 2016).
Yvan Lamonde est spécialisé en histoire des idées, en histoire culturelle et est un nom connu de l'historiographie québécoise. Il rédige et publie de nombreux ouvrages et articles sur l'histoire québécoise, notamment sur la question identitaire et culturelle. Il est récompensé au cours de sa carrière par de nombreux prix comme le prix du Gouverneur général en 1980 et en 1995. Le titre de son ouvrage énonce clairement son objectif : faire une histoire sociale des idées au Québec. Yvan Lamonde entend montrer dans sa synthèse, dans quels contextes sociaux sont produites et reçues les idées qu'il qualifie de civiques, comme le libéralisme, dans la société québécoise entre 1760 et 1896. Son livre est très bien reçu et ses recherches sont saluées par la communauté scientifique qui reconnaît l'importance historiographique de cet ouvrage. Ce dernier lui vaudra d'ailleurs de nombreuses récompenses comme le prix Richard-Arès. Cependant, certains historiens et universitaires émettent quelques critiques et réserves sur certains aspects comme la justesse de la désignation d'histoire sociale de l’œuvre de Lamonde ou bien la grande place faite au libéralisme, qui se ferait parfois au détriment d'autres idées selon certains de ses pairs.

## Contexte historiographique
L'ouvrage d'Yvan Lamonde appartient aux pratiques de l'histoire des idées et de l'histoire intellectuelle. Ces écritures de l'histoire s'inscrivent dans le large domaine de l'histoire culturelle. Lamonde suggère de définir ce courant historiographique ainsi : « l'étude de l'évolution des idées, des sentiments, des croyances, des pratiques et des représentations. » Le développement de ce champ historiographique au Québec fait l'objet de différentes interprétations. Les historiens du Québec sont en mesure de théoriser sur les avenues empruntées par les chercheurs de ce domaine au fil du temps, parce qu'ils profitent d'importants efforts de réflexion sur la discipline. En effet, des bilans bibliographiques et des guides bibliographiques portant précisément sur ledit terrain historiographique furent fréquemment publiés. L'orientation de certaines revues scientifiques témoigne également de l'active consolidation du champ disciplinaire. Par exemple, le numéro d'automne 1989 du Journal of Canadian Studies/Revue d'études canadiennes, dont des universitaires du Québec étaient les principaux instigateurs, visait à faire le point sur la recherche en histoire culturelle et intellectuelle dans l'ensemble du Canada. La plupart des historiens s'accordent pour dire que l'histoire culturelle prit sa source dans le climat intellectuel qui succéda à la Seconde Guerre mondiale. D'aucuns considèrent la Revue d'histoire de l'Amérique française, fondée en 1947, comme un terreau fertile pour le développement de cette pratique historiographique. Lionel Groulx, à qui on impute la fondation de cette revue, s'intéressait, notamment, aux idées préconisées et formulées par Louis-Joseph Papineau.
Après la naissance de l'histoire culturelle au Québec des années 1940, il est possible de distinguer trois moments importants dans l'évolution du champ historiographique. La première phase correspond à la décennie qui fait suite à l'armistice. Pour rendre compte de l'évolution de cette écriture de l'histoire durant l'après-guerre, des historiens confrontent les grilles d'analyse historique de l'Université de Montréal et celles de l'Université Laval à Québec. Par « école de Québec », on entend généralement désigner les professeurs qui étaient favorables à la préservation de l'héritage britannique et au projet de confédération. L'« école historique de Montréal » incarnait plutôt la défense des valeurs catholiques et françaises. Cependant, certains historiens s'intéressant à ce débat a posteriori ne réduisent pas ces deux écoles à des positions antagoniques. En insistant sur les constantes qui sous-tendent l'historiographie canadienne-française et québécoise de l'après-guerre, ils prétendent que cette querelle majeure donna lieu à une écriture de l'histoire culturelle cohérente. L'amitié intellectuelle qui unissait Marcel Trudel, professeur à l'Université Laval, et Guy Frégault, de l'Université de Montréal, illustre bien l'étroite collaboration des deux écoles historiques dans la consolidation d'un nouveau champ d'études. Ces deux amis appartenaient à une génération d'historiens laïcs et professionnels qui voulaient rompre avec une historiographie traditionaliste et soumettre leur discipline à une méthode plus stricte selon des critères scientifiques. Hormis Marcel Trudel et Guy Frégault, ce courant était alimenté par les travaux de Claude Galarneau, Philippe Sylvain et Pierre Savard. Ils étudiaient les manifestations des cultures française et britannique dans le Canada et le Québec. Le deuxième moment dans lequel peuvent être classées les productions d'études en histoire culturelle au Québec est associé à la décennie 1970. Fernand Ouellet, Jean-Pierre Wallot, Jean-Paul Bernard, Nadia Fahmy-Eid et Fernand Dumont détournèrent les premiers le regard des métropoles européennes et choisirent la colonie comme principal terrain de recherche pour y observer la production et la diffusion des idées politiques et la constitution d'idéologies. Dans un troisième temps, dans les années 1990, des universitaires comme Normand Séguin et Gérard Bouchard étudièrent les composantes de la culture de la société coloniale.
De façon globale, les bilans historiographiques révèlent que la religion, la question de l'identité nationale, l'éducation et la manifestation de l'idéologie libérale occupent une part fort importante de la recherche dans le domaine de l'histoire culturelle. Les études de ce courant partagent non seulement des thématiques essentiellement similaires, mais également certaines tendances méthodologiques. Ce que certains désignent comme l'histoire critique dénote le désir de faire progresser la connaissance historique de la culture en s'appuyant sur la valorisation des documents premiers et leur analyse circonspecte. Des corpus furent établis dans le but de rendre compte « du circuit complet de la production, de la diffusion, de la consommation et de la réception d'un phénomène ou d'un objet culturel. » Cette mouture canadienne-française et québécoise de l'histoire culturelle participe de courants internationaux. Yvan Lamonde suggère que le champ historiographique est profondément enraciné dans le contexte de l'Amérique du Nord. À cet effet, François-Olivier Dorais rappelle que Frégault et Martel furent fortement influencés par leur passage dans les universités américaines. L'influence des Écoles des Annales et des études françaises est, par conséquent, à nuancer. Toutefois, Damien-Claude Bélanger, de l'Université McGill, considère que les Annales infléchirent les travaux en histoire culturelle au Québec, ce qui explique en partie la distanciation des productions anglophones et francophones au Canada.
L'histoire intellectuelle, parce qu'elle constitue l'un des embranchements principaux de l'histoire culturelle, peut faire l'objet d'un examen plus spécifique. Parmi les ouvrages d'histoire culturelle parus au lendemain de la Deuxième Guerre mondiale, la naissance de l'histoire plus spécifiquement intellectuelle s'incarne dans l'étude de Marcel Trudel, éditée chez Fides en 1945 : L'influence de Voltaire au Canada. Cette écriture de l'histoire ne se contente généralement pas d'étudier les idées, mais cherche plutôt à situer ces dernières dans un climat, à réfléchir aux conditions de production et de diffusion de celles-ci. Puisque les considérations sociétales découlent nécessairement de l'étude de la production d'idées, il faut noter que les chercheurs associés à cette tradition historiographique peuvent avoir recours à l'écriture d'une histoire sociale. Du point de vue de la documentation, en histoire intellectuelle, l'utilisation des documents écrits et imprimés prime souvent le recours aux sources matérielles et l'étude des traditions orales.
Dans l'Histoire sociale des idées au Québec, Yvan Lamonde s'attarde au contenu théorique des productions intellectuelles, mais jamais ne détache celles-ci du milieu qui les rend possibles. Aux yeux de Lamonde, il ne semble pas exister une fracture claire entre histoire des idées et histoire intellectuelle. Son ouvrage surplombe différentes interprétations du domaine. L'auteur a légué au Québec ce que plusieurs considèrent comme la première synthèse d'histoire intellectuelle. En guise d'avant-propos de son ouvrage, dans la courte section intitulée « Un goût de clairière », Yvan Lamonde écrit : « Lorsqu'il y a trente ans je me suis demandé d'où je venais intellectuellement et que je me suis mis à chercher des pistes, des sentiers battus, des chemins, j'ai eu l'impression d'être dans la position d'un découvreur, c'est-à-dire confronté à une forêt plus ou moins vierge. » De par son exhaustivité et l'importance de sa documentation, cette synthèse constitue un apport considérable à l'historiographie. Inévitablement, les choix de l'historien distinguent cette synthèses des études d'autres chercheurs et la situent dans le spectre de l'histoire intellectuelle et culturelle. Lamonde exclut la Nouvelle-France de son terrain d'étude. Il élude également le monde conceptuel des Canadiens anglais. Lamonde considère important de retranscrire, sans filtre, les écrits et les discours des XVIIIe et XIXe siècles. Il ne néglige pas la valeur des œuvres elles-mêmes. Si elles constituent des outils indispensables pour l'historien, elles invitent le lecteur à faire l'expérience d'altérité et le prédisposent à saisir l'esprit des sociétés passées : « Les citations reprennent le texte original, autre façon de faire sentir la culture d'une époque par la langue parlée et écrite ». Sur ce point, il est possible de rapproche la grille d'analyse de Lamonde au travail de Maurice Lemire, auteur de La vie littéraire au Québec. Lamonde fonde sa pratique sur l'étude des institutions. En cela, il se rapproche du courant de l'histoire des idées tel qu'il s'est manifesté aux États-Unis. Les institutions, parce qu'elles fournissent un nombre important de sources, constituent un fondement fiable pour l'historien qui entreprend l'étude d'une pensée consolidée au fil de temps. Cette grille d'analyse astreint l'historien à étudier les idées formulées par des hommes politiques, religieux et agissants dans la sphère publique. Parce qu'il s'appuie sur des documents tapuscrits et manuscrits, s'est essentiellement la bourgeoisie lettrée évoluant à partir de la conquête que l'ouvrage porte à connaître.

## Éditions
Parue chez Fides en 2000, la première édition du volume I de la synthèse Histoire sociale des idées au Québec comporte de légères incohérences qui concernent essentiellement l’étape de la mise en page et de la correction. Le « tableau 46 » auquel renvoie le texte est manquant. Des données quantitatives se dédoublent inutilement,. La maison d’édition Fides réimprima, en 2014, une version compacte. L’œuvre ne fut ni tronquée ni remaniée de façon significative. Elle est simplement exempte de tableaux. La traduction de l’ouvrage vers l’anglais est tributaire du travail de Phyllis Aronoff et Howard Scott. Elle parut en 2013 sous le sceau des Presses de l’Université McGill-Queen’s.
Lamonde est l’auteur de la Brève histoire des idées au Québec, 1763-1965, publiée en 2019 chez Boréal. En introduction, l’auteur indique que cet ouvrage s’apparente à une version abrégée de la grande synthèse Histoire sociale des idées. Par conséquent, la Brève histoire peut faire office d’entrée en matière pour le lecteur. Toutefois, l’absence d’appareil critique et d’appareil de note démontre qu’il n’est pas destiné au monde universitaire.

## Plan et structure
L’ouvrage s’articule autour d’une démarche chronologique et thématique. Le découpage chronologique des parties se fait selon les événements politiques considérés comme marquant par l'auteur comme l'année 1840 qui correspond à l'Acte d'Union. La grandeur chronologique de chaque chapitre, quant à elle, n'est pas égale : certains comme les chapitres I et II couvrent toute la période de leur partie tandis que certains comme le chapitre XI ne couvrent que quelques années. Dans chaque partie, Yvan Lamonde consacre un chapitre distinct aux évolutions culturelles.
Cet ouvrage d'Yvan Lamonde couvre une période qui commence en 1760, date de la prise de la Nouvelle-France par les Britanniques, et s'achève en 1896, année de l'élection de Wilfrid Laurier qui marque d'après l'auteur la fin « d'un long purgatoire » pour les libéraux.
Il est ainsi composé de 15 chapitres répartis dans quatre blocs chronologiques. La première partie (1760-1815) est courte, ne comptant que deux chapitres, et porte principalement sur les conflits idéologiques et identitaires liés à la Conquête mais aussi sur les débuts de la presse et la création d'une opinion publique canadienne. La partie suivante est chronologiquement plus réduite (1815-1840) mais est composée de six chapitres très denses abordant les grands débats du début du XIXe siècle sur le libéralisme, le parlementarisme, la politisation des masses mais traite aussi des rébellions de 1837-1838.
Les cinq chapitres suivants représentent la troisième partie (1840-1877) qui porte principalement sur les difficultés des divers libéralismes, qui se redéfinissent de nombreuses fois sur cette période, sur le renforcement d'un nationalisme conservateur et de l'ultramontanisme mais aussi sur un « décollage culturel » du Canada français. Finalement, les deux derniers chapitres évoquent dans une dernière partie (1877-1896) la prise d'importance du libéralisme de Laurier face aux autres courants idéologiques et une évolution culturelle vers une culture de loisirs au Québec.
Le livre de Lamonde est structuré de la manière suivante :
Chapitre I : « Français, Anglais, Américains ou Canadiens ? (1760-1815) »
Chapitre II : « L'émergence d'une opinion publique dans la colonie (1760-1815) »
Chapitre III : « Enjeux démocratiques et prise de conscience coloniale (1815-1834) »
Chapitre IV : « Tensions dans la colonie (1834-1837) »
Chapitre V : « Une culture politisée, libérale et marquée par les anglophones (1815-1840) »
Chapitre VI : « Le Bas-Canada et les mouvements d'émancipation coloniale et nationalitaire en Europe et dans les Amériques (1815-1837) »
Chapitre VII : « 1837 »
Chapitre VIII : « 1838 »
Chapitre IX : « L'union, le nationalisme conservateur et un nouvel échec libéral (1840-1852) »
Chapitre X : « Des brèches dans le libéralisme radical (1852-1867) »
Chapitre XI : « La tolérance : un enjeu pour les libéraux et les ultramontains (1867-1877) »
Chapitre XII : « Une destinée manifeste du Canada français en Amérique (1854-1877) »
Chapitre XIII : « La diffusion des idées et le décollage culturel (1840-1877) »
Chapitre XIV : « Barouds d'honneur fin de siècle (1877-1896) »
Chapitre XV : « Fin de siècle culturelle (1877-1896) »

## Description du contenu
Lamonde étudie la consolidation et l'évolution d'une réalité culturelle et civique au Canada français. Pour ce faire, les idées de la société civile et les institutions constituent les principaux terrains d'étude. La production des idées était tributaire d'une élite lettrée. La circulation des concepts et des opinions au sein des regroupements et de différentes infrastructures, cependant, interpellait un public qui n'appartenait pas exclusivement à la bourgeoisie libérale. Les associations, les lieux politiques, les discours, les écrits, la presse, la correspondance et les brochures sont décortiqués et examinés par l'auteur. Cette synthèse repose sur la mise en commun des perspectives culturelle, intellectuelle, politique et religieuse.
L'auteur montre que, entre la Conquête de 1760 et la proclamation de l'Acte constitutionnel de 1791, l'expérience coloniale de la province of Québec fut multiple et complexe : « les Canadiens avaient ainsi été exposés aux trois formes principales de gouvernement de l'époque : la monarchie de droit divin française, la monarchie constitutionnelle de la Grande-Bretagne […] et les aspirations républicaines des colonies britanniques au Sud». Aux XVIIIe et XIXe siècles, la société canadienne-française peuplant le territoire du Québec ne divorça pas d'avec ces sources d'influence.
La Révolution française marqua, dans une certaine mesure, la rupture entre l'Église catholique de la colonie et la France. Cette distanciation avec l'ancienne métropole préfigurait l'enracinement de l'observance religieuse et l'attachement des autorités ecclésiastiques aux représentants de la Couronne britannique. C'est autour de ces fondements que s'articulèrent, jusqu'au XIXe siècle, les débats opposant les réformistes et les conservateurs et les querelles impliquant libéraux et ultramontains. La colonie ne fut pas pour autant imperméable à la culture française. Le Bas-Canada renoua avec la France à la faveur de la défaite de Napoléon. Mais c'est avec les institutions britanniques que devaient composer les Canadiens de profession libérale impliqués dans la sphère publique. La Chambre d'Assemblée mise en place en 1792 était le lieu propice à la formulation de revendications. Au-delà de ce lieu politique, Lamonde indique que le début des activités du Quebec Mercury (1805) et du journal Le Canadien (1806) correspondaient à l'amorce d'une réflexion collective. Jusqu'en 1840, la presse et les imprimeries contribuèrent à l'émergence d'un terreau fertile pour la production d'idées et de références culturelles. Il note que les idées qui prévalurent dans un tel contexte étaient celles en provenance des États-Unis. Les patriotes, produits de ce climat intellectuel, étaient partisans du libéralisme tel qu'il s'appliquait dans la République américaine. C'est cette dernière qui était au cœur des débats entre Parent et Papineau. En plus de l'aspiration aux institutions parlementaires, ces hommes formulèrent un idéal de développement du territoire plus ou moins indépendant de la Grande-Bretagne. L'étouffement du mouvement patriote empêcha la consolidation de cette vision proprement canadienne de la société.
Bien que l'Acte d'Union symbolise l'inachèvement du projet patriote, Lamonde montre également que les décennies qui suivirent 1840 furent propices à une effervescence culturelle significative. Le gouvernement britannique accorda le gouvernement responsable. Certains hommes politiques, à l'instar de Lafontaine, défendirent une identité canadienne qui pouvait se concilier avec le projet d'Union. Le réaménagement politique devait pallier l'impasse politique causée par l'Assemblée bicéphale. En outre, les idées civiques n'avaient plus pour seul lieu les écrits imprimés et le parlement. Des nombreuses associations, telles que l'Institut canadien, virent le jour. Nourris par le dynamisme de la société civile, les ultramontains et les libéraux adoptèrent des positions polarisées. Toutefois, ces deux doctrines évoluèrent et purent être conciliées. Lamonde observe, entre autres, le passage d'un libéralisme conforme à la pensée républicaine des États-Unis à un libéralisme britannique qui s'articule autour des partis. Georges-Étienne Cartier, au moment de la proclamation de l'Acte constitutionnel de 1867, concevait la confédération comme une façon de se prémunir contre l'influence des États-Unis. Les discours de Wilfrid Laurier en 1877 confirment la victoire de l'idéal britannique sur le modèle américain.
En somme, Yvan Lamonde adhère à l'idée d'une société canadienne-française et québécoise complexe et ambivalente, mais il met l'accent sur la constance de certains courants d'idées et d'opinions. Aux yeux de l'auteur, ces structures de la réalité culturelle et conceptuelle se réduisent aux grandes doctrines que sont le catholicisme, le libéralisme et le nationalisme. « On n'y échappe pas : les Canadiens français des XVIIIe et XIXe siècles sont culturellement et politiquement des Franco-Britanniques catholiques vivant en Amérique. »

## Réception critique et universitaire
L'ouvrage d'Yvan Lamonde connaît un grand succès à sa sortie et est considéré comme une œuvre majeure de l'historiographie québécoise par la grande majorité de ses pairs. A.I Silver, professeur d'histoire canadienne spécialisé dans le XIXe siècle et la Confédération, considère le travail de Lamonde comme une future « mine pour les enseignants comme pour leurs étudiants » tandis que Michel Lacroix, professeur d'études littéraires à l'UQAM, le qualifie de « référence incontournable pour les québécistes de toutes disciplines ». Les universitaires ne manquent pas de superlatifs pour décrire ce livre, comme le théologien québécois Gilles Rhoutier  (qui est aussi un prêtre catholique et un professeur d'université) qui évoque une « monumentale histoire sociale des idées ». Yvan Lamonde se voit d'ailleurs récompensé de plusieurs prix pour son ouvrage comme le prix Richard-Arès en 2000 ou encore les prix Raymond-Klibansky et Prix Percy-W.-Foy en 2001.
La plupart des auteurs qui ont étudié le livre de Lamonde sont d'accord pour louer ses efforts de documentation qui rendent son travail riche en détails et informations. Grâce à ce travail de recherche, il arriverait à le rendre plus vivant, notamment à travers l'usage de nombreuses citations « souvent passionnantes et merveilleusement bien choisies ». En effet, tous les chapitres sont parcourus par de nombreux discours, lettres et autres sources qui permettent d'aborder la constitution et la diffusion des idées d'un angle plus original. Nous pouvons par exemple retrouver un extrait d'un discours de Joseph Papineau au chapitre IX ou encore un poème d'Octave Crémazie au chapitre XII. Xavier Gélinas souligne lui les dizaines de pages de notes pour illustrer la qualité d'information et la variété des sources, parmi lesquelles on retrouve des documents imprimés et manuscrits, comme des discours d'hommes politiques, des lettres privées, des pétitions, des textes de lois, des extraits de journaux et d'autres encore. Cependant, les avis sont plus partagés concernant certaines analyses et démonstrations d'Yvan Lamonde dans cet ouvrage. Gilles Bourque, ancien professeur de sociologie à l'UQAM et auteur de nombreux ouvrages et publications sur le nationalisme québécois, évoque une « richesse analytique » et Xavier Génilas affirme que « l'ouvrage va au-delà de l'analyse désincarnée ». Au contraire, A.I Silver estime que Lamonde aurait pu pousser son analyse plus loin tandis que Yves Gingras, historien et sociologue spécialisé dans les sciences et professeur à l'UQAM, reproche quant à lui l'utilisation de certaines idées qu'il considère comme trop générales, comme celle de « décollage culturel ».
Dans son compte rendu de l’ouvrage, le professeur d'histoire de l'Université de Montréal Ollivier Hubert distingue trois objectifs principaux de Lamonde, soit montrer les signes d’une tradition libérale et démocratique, identifier les différentes institutions culturelles et remettre de l’objectivité sur certaines bases de l’identité nationale. Olliver Hubert souligne toutefois la difficulté de discerner si Lamonde parle d’un objet ou d’un problème lorsqu’il traite de la culture ou de l’identité. Son ouvrage ne permettrait également pas de bien distinguer entre les textes « politiques » et les textes « citoyens » des bourgeois puisqu’il place leur discours comme l’expression sociale d’une lutte sociale plutôt que comme une partie intégrante des luttes sociales. Il juge cependant que le livre, bien qu’il ne soit ni de l’histoire culturelle ni de l’histoire sociale, permet de saisir les transformations historiques de l’idée citoyenne au Québec entre 1760 et 1896. Le niveau d'abstraction du sujet choisi par l’auteur fait qu'il mentionne très peu les inégalités.
Pour Jacques Pelletier, professeur associé au département d’études littéraires à l’UQAM, l’ouvrage n’a rien de bien particulier et se concentre surtout sur les périodes 1815-1840 et 1840-1867, qui correspondent aux périodes centrales de l’analyse de l’auteur. Il souligne toutefois l’importance qu’accorde Yvan Lamonde sur la période des Rébellions de 1837-1838. En effet, cette période est abordée avec plus de détails puisqu’elle est considérée comme ayant d'importantes répercussions. Il affirme également que l’histoire sociale n’occupe pas une place centrale dans l’analyse puisqu’elle est surtout axée sur les débats parlementaires et politiques. Aussi, Jacques Pelletier déplore que les idées philosophiques, scientifiques, religieuses et littéraires soient délaissées au profit d’idées civiques. En outre, il affirme trouver l’analyse de l’auteur pas toujours très claire, bien que tout de même saisissable Malgré ses réserves, Pelletier juge que l'ouvrage sera dorénavant une référence incontournable pour comprendre les débats de cette période ainsi que ceux qui touchent la société québécoise actuelle.
Un élément de discussion ressort de manière récurrente dans les comptes rendus et analyses de l'ouvrage. Une trop grande mise en avant du libéralisme est reprochée à Lamonde (délaissant notamment le clergé et ses idées) et cela est illustré par la nette majorité de chapitres consacrés à l'étude plus approfondie du libéralisme et de son influence sur la vie politique et culturelle du Québec, selon A.I Silver. Gilles Routhier émet l'hypothèse que cela pourrait venir de la possible influence qu'aurait pu avoir Louis-Antoine Dessaulles, célèbre libéral du XIXe siècle connu pour son anticléricalisme, sur l'auteur qui l'a beaucoup étudié. Xavier Gélinas reproche à la démonstration de Lamonde d'associer d'une certaine manière l’Église, uniquement à des idées qui seraient contraires à la constitution de la culture civique. Selon Routhier, la place moindre du clergé dans le livre s'explique aussi par le fait que les idées économiques et sociales ne sont pas abordées alors qu'elles sont essentielles pour saisir la position de l’Église.
Un autre élément qui fait débat est le titre lui-même de l'ouvrage, plus précisément la dénomination d'« histoire sociale des idées » et sa pertinence. Yvan Lamonde justifie son titre de cette manière : « Cette histoire est sociale en ce qu'elle entend rendre compte du circuit complet des idées, de leur production, de leur diffusion, de leur réception. ». Michel Lacroix identifie une sorte de coupure à partir du chapitre IX avec le fort déclin de l'utilisation des positions sociales dans le cheminement de l'auteur, ce qui ne permet pas d'associer telle classe sociale à telle idéologie politique, ce qui laisse plusieurs zones d'ombres selon lui et qui donc rend difficile de qualifier cette histoire comme pleinement sociale. Il est également reproché à Lamonde d'aborder tout ce qui touche au circuit des idées, comme la diffusion de l'écrit, d'une manière plutôt secondaire ou « comme une sorte d'arrière-plan », tel que l'écrit A.I Silver. Yves Gingras est également assez critique concernant le choix du titre. Il estime que l'ouvrage de Lamonde se rattache en partie à l'historiographie québécoise des années 1970 concernant l'histoire des idées car la plupart des idées abordées seraient en réalité d'ordre politique. Il va même jusqu'à suggérer d'autres titres qui conviendraient mieux selon lui comme Histoire des idées politiques au Québec.